# Onthophagus speculicollis
Onthophagus speculicollis är en skalbaggsart som beskrevs av Max Quedenfeldt 1884. Onthophagus speculicollis ingår i släktet Onthophagus och familjen bladhorningar. Inga underarter finns listade i Catalogue of Life.